# Maria Domènech
Maria Domènech i Escoté alias Josep Miralles (Alcover, Alt Camp, 1874 - Barcelone, 27 janvier 1952) était une femme de lettres catalane.
Son père mourut quand elle avait trois ans et elle s'installa à Tarragone. Là, elle collabora à plusieurs publications : La Pàtria, Camp de Tarragona...
En 1910, elle s'installa à Barcelone avec son mari, le médecin Francesc Cañellas, et leurs deux enfants. Là elle commença à s'engager en politique et continua à collaborer avec des publications : Or i Grana, La Tralla, Feminal, El Poble Català, Renaixement, La Veu de Catalunya...

## Œuvre

### Poésie
- Al rodar del temps (1946)
- Confidències (1946)

Jocs Florals de Barcelona'
- Mireia (1915), 1er accessit a la Flor Natural
- La santa mà (1916)
- Varena (1917)
- Alda i Roland (1920)
- Lliberació (1934)
- Pels voltans de la Seu (1934)

### Prose
- Neus (1914)
- Contrallum (1917)
- Els gripaus d'or (1919)
- Herències (1921)